# Interaction (statistiques)
Pour les articles homonymes, voir Interaction.
Une interaction, en statistiques, peut survenir lorsqu'on considère la relation entre deux variables ou plus. Le terme "interaction" est donc utilisé pour décrire une situation dans laquelle l'influence d'une variable dépend de l'état de la seconde (ce qui est ce cas, lorsque les deux variables ne sont pas additives). Le plus souvent, les interactions apparaissent dans le contexte des analyses de régression.
La présence d'interactions peut avoir des implications importantes pour l'interprétation des modèles statistiques. Si deux variables d'intérêt interagissent, la relation entre chacune des variables et une troisième variable dite "dépendante" dépend de la valeur des variables qui interagissent. En pratique, cela rend plus difficile la prédiction des conséquences de la modification de la valeur d'une variable, en particulier si les variables avec lesquelles elle interagit sont difficiles à mesurer ou à contrôler.
La notion d'interaction est étroitement liée à celle de "modération" qui est souvent utilisée en sciences sociales et dans le domaine de la santé. L'interaction entre une variable explicative et une variable environnementale suggère que l'effet de la variable explicative a été modéré par la variable environnementale.